# Hainzenberg
Hainzenberg is een gemeente in het district Schwaz in de Oostenrijkse deelstaat Tirol.

## Geografie
Hainzenberg ligt in het Zillertal, ten zuiden van Zell am Ziller op een helling aan het begin van het Gerlostal. De Gerlosbach en de vanaf de berghellingen van de Torhelm stromende Weißbachl vormen in het noorden en het oosten de grenzen van het gemeentegebied, dat in het Zillertal tot dicht bij Ramsau reikt.
Tot de gemeente behoren de kernen Talstraße, Schweiberweg, Unterberg, Bichl, Dörfl, Innerberg, Gerlosstein, Lindenhöhe, Penzing, Eggeweg en Enterberg. Dörfl, ongeveer twee kilometer ten zuidoosten van Zell am Ziller, vormt het centrum van de gemeente.

## Geschiedenis
Hainzenberg werd in 1303 en 1309 reeds vermeld als Haitzenperch. De oorsprong van de naam van de gemeente is onduidelijk.
In 1506 werd voor het eerst melding gemaakt van een goudmijn. Toen aan het begin van de 17e eeuw de opbrengst van de mijnbouw steeds verder terugliep, ontstond er een ruzie tussen Salzburg en Tirol, die reeds in 1427 gemeenschappelijk gebruik van de goud- en zilverertsen in het Zillertal waren overeengekomen. Dit leidde in 1630 bijna tot het uitbreken van een oorlog. In 1803 werden alle mijnwerken, net als de rest van het gehele Zillertal, onderdeel van het bezit van de Tiroler landsvorsten. In 1870 werden de mijnen uiteindelijk gesloten vanwege de lage opbrengst. Meerdere pogingen werden ondernomen om alsnog een rendabele productie op te starten. Tevergeefs, want sinds 1930 vond geen mijnbouwactiviteit meer plaats. In 1996 nam het toerismeverbond Zell am Ziller de oude mijn over om er een toeristische trekpleister van te maken.

## Economie en infrastructuur
Naast het toerisme, met name het wintersporttoerisme met het skigebied Gerlosstein, is de landbouw een belangrijke bron van inkomsten in Hainzenberg. Verder zijn veel inwoners buiten de gemeentegrenzen werkzaam. Hainzenberg is vanuit het Zillertal over de Gerlos Straße (B165) bereikbaar.